# Wingo
Wingo é uma companhia aérea de baixo custo sediada em Bogotá, Colômbia. As operações tiveram início em 1 de dezembro de 2016, como uma unidade de negócios da Copa Airlines Colombia, que faz parte da Copa Holdings, S.A., opera os voos domésticos e internacionais a partir do Aeroporto Internacional El Dorado, deixando uma frota única de aeronaves e adaptando simplicidade do serviço.

## História
Em 20 de outubro de 2016, a Copa Holdings anunciou a criação de uma nova marca, Wingo, uma subsidiária low-cost do grupo, que começou voar oficialmente desde o 1 de dezembro de 2016. Deixando operativa a Copa Airlines Colombia somente para voos internacionais desde a Cidade do Panamá. Em 2020 a companhia retirou de operação seus Boeing 737-700 e passou operar exclusivamente com a variante 800 do modelo.

## Frota
A Wingo tem uma frota uniforme de Boeing 737 sob o seu modelo de baixo custo, configurado com uma cabine única.
| Modelo         | Na frota | Em breve | Passageiros |
| -------------- | -------- | -------- | ----------- |
| Boeing 737-700 | 0        | 0        | 142         |
| Boeing 737-800 | 9        | 0        | 186         |
| Total          | 9        | 0        |             |